# Monomma uniforme
Monomma uniforme es una especie de coleóptero de la familia Monommatidae.

## Distribución geográfica
Habita en Sudán.